# Romul Augustul
Romul Augustul (?, oko 460. – ?, nakon 511.) je bio posljednji, nepriznati, car Zapadnog Rimskog Carstva (475. – 476.), koji je vladao u Italiji. Posljednji zapadnorimski car kojeg je priznao Bizant bio je Julije Nepot, prethodnik Romula Augustula, no tradicionalno se datum Romulova svrgavanja s rimskog carskog prijestolja uzima kao trenutak propasti Zapadnog Rimskog Carstva i kao početak srednjeg vijeka.

## Životopis
Romul je bio sin Oresta, rimskog patricija, germanskog podrijetla, iz Panonije. Nakon što je car Julije Nepot (474. – 475.) imenovao Oresta magister militumom 475. godine, on je započeo pobunu i osvojio Ravenu, tada prijestolnicu Zapadnog Rimskog Carstva. Nakon tog događaja, Julije Nepot je ubrzo pobjegao u Dalmaciju, ali nije se odrekao carske časti. Nakon tog događaja Orest je proglasio svoga sina Romula Augustula novim zapadnorimskim carem. U to vrijeme, Romul Augustul je bio dijete i tek puka figura, dok je stvarnu vlast u Carstvu imao njegov otac.
U sukobu između Oresta i germanskog kralja Odoakra, Romul Augustul je 4. rujna 476. godine svrgnut s prijestolja i interniran u Kampaniju, a Odoakar je carske insignije poslao u Carigrad tamošnjem caru Zenonu, što se uzima kao trenutak pada Zapadnog Carstva, iako je legitimni car Julije Nepot još bio na životu.

## Vanjske poveznice
|  | Zajednički poslužitelj ima još gradiva o temi Romul Augustul |

- Romul Augustul Hrvatska enciklopedija
- Romul Augustul Proleksis enciklopedija

| Prethodnik:  | Rimski carevi (475. – 476.) | Nasljednik:  |
| Julije Nepot | Rimski carevi (475. – 476.) | Julije Nepot |